# Морелия (Колумбия)
Морелия (исп. Morelia) — город и муниципалитет на юге Колумбии, на территории департамента Какета.

## История
Поселение, из которого позднее вырос город, было основано в 1922 году. Муниципалитет Морелия был выделен в отдельную административную единицу 12 ноября 1985 года.

## Географическое положение

Муниципалитет Морелия

Город расположен в западной части департамента, в пределах Амазонского природно-территориального комплекса, на правом берегу реки Бодокеро, на расстоянии приблизительно 17 километров к юго-востоку от города Флоренсия, административного центра департамента. Абсолютная высота — 263 метра над уровнем моря.
Муниципалитет Морелия граничит на севере и востоке с территорией муниципалитета Флоренсия, на юго-востоке — с муниципалитетом Милан, юге — с муниципалитетом Вальпараисо, на западе — с муниципалитетом Белен-де-лос-Андакиес. Площадь муниципалитета составляет 474,12 км².

## Население
По данным Национального административного департамента статистики Колумбии, совокупная численность населения города и муниципалитета в 2024 году составляла 3930 человек.
Динамика численности населения муниципалитета по годам:
| 2005 | 2010 | 2015 | 2020 | 2021 | 2022 | 2023 | 2024 |
| ---- | ---- | ---- | ---- | ---- | ---- | ---- | ---- |
| 3718 | 3733 | 3813 | 3796 | 3834 | 3857 | 3905 | 3930 |

## Экономика
Большинство трудоспособного населения занято в сельском хозяйстве и туризме.